# Apchat
Apchat est une commune française située dans le département du Puy-de-Dôme, en région Auvergne-Rhône-Alpes.

## Géographie
Le village d'Apchat est situé dans les monts du Cézallier, au cœur de la France et de la région Auvergne-Rhône-Alpes. Il est placé au sud du département du Puy-de-Dôme et à proximité du Cantal.

### Communes limitrophes
Les communes limitrophes sont  Anzat-le-Luguet, Ardes, Augnat, Autrac, Blesle, Leyvaux, Léotoing, Mazoires, Saint-Gervazy et Torsiac.
| Mazoires        | Ardes              | Augnat Saint-Gervazy                   |
| Anzat-le-Luguet | Apchat             | Léotoing Haute-Loire                   |
| Leyvaux Cantal  | Autrac Haute-Loire | Torsiac Haute-Loire Blesle Haute-Loire |

### Climat
Pour des articles plus généraux, voir Climat d'Auvergne-Rhône-Alpes et Climat du Puy-de-Dôme.
En 2010, le climat de la commune est de type climat océanique altéré, selon une étude du Centre national de la recherche scientifique s'appuyant sur une série de données couvrant la période 1971-2000. En 2020, Météo-France publie une typologie des climats de la France métropolitaine dans laquelle la commune est exposée à un climat de montagne ou de marges de montagne et est dans la région climatique Nord-est du Massif Central, caractérisée par une pluviométrie annuelle de 800 à 1 200 mm, bien répartie dans l’année.
Pour la période 1971-2000, la température annuelle moyenne est de 9,2 °C, avec une amplitude thermique annuelle de 15,9 °C. Le cumul annuel moyen de précipitations est de 701 mm, avec 8,8 jours de précipitations en janvier et 6,9 jours en juillet. Pour la période 1991-2020, la température moyenne annuelle observée sur la station météorologique de Météo-France la plus proche, « Autrac », sur la commune d'Autrac à 7 km à vol d'oiseau, est de 10,5 °C et le cumul annuel moyen de précipitations est de 711,4 mm,. Pour l'avenir, les paramètres climatiques de la commune estimés pour 2050 selon différents scénarios d'émission de gaz à effet de serre sont consultables sur un site dédié publié par Météo-France en novembre 2022.

## Urbanisme

### Typologie
Au 1er janvier 2024, Apchat est catégorisée commune rurale à habitat très dispersé, selon la nouvelle grille communale de densité à sept niveaux définie par l'Insee en 2022.
Elle est située hors unité urbaine et hors attraction des villes,.

### Occupation des sols
L'occupation des sols de la commune, telle qu'elle ressort de la base de données européenne d’occupation biophysique des sols Corine Land Cover (CLC), est marquée par l'importance des forêts et milieux semi-naturels (58,2 % en 2018), une proportion sensiblement équivalente à celle de 1990 (58,6 %). La répartition détaillée en 2018 est la suivante : 
milieux à végétation arbustive et/ou herbacée (29,8 %), forêts (28,4 %), prairies (24,4 %), terres arables (11,7 %), zones agricoles hétérogènes (5,8 %). L'évolution de l’occupation des sols de la commune et de ses infrastructures peut être observée sur les différentes représentations cartographiques du territoire : la carte de Cassini (XVIIIe siècle), la carte d'état-major (1820-1866) et les cartes ou photos aériennes de l'IGN pour la période actuelle (1950 à aujourd'hui).

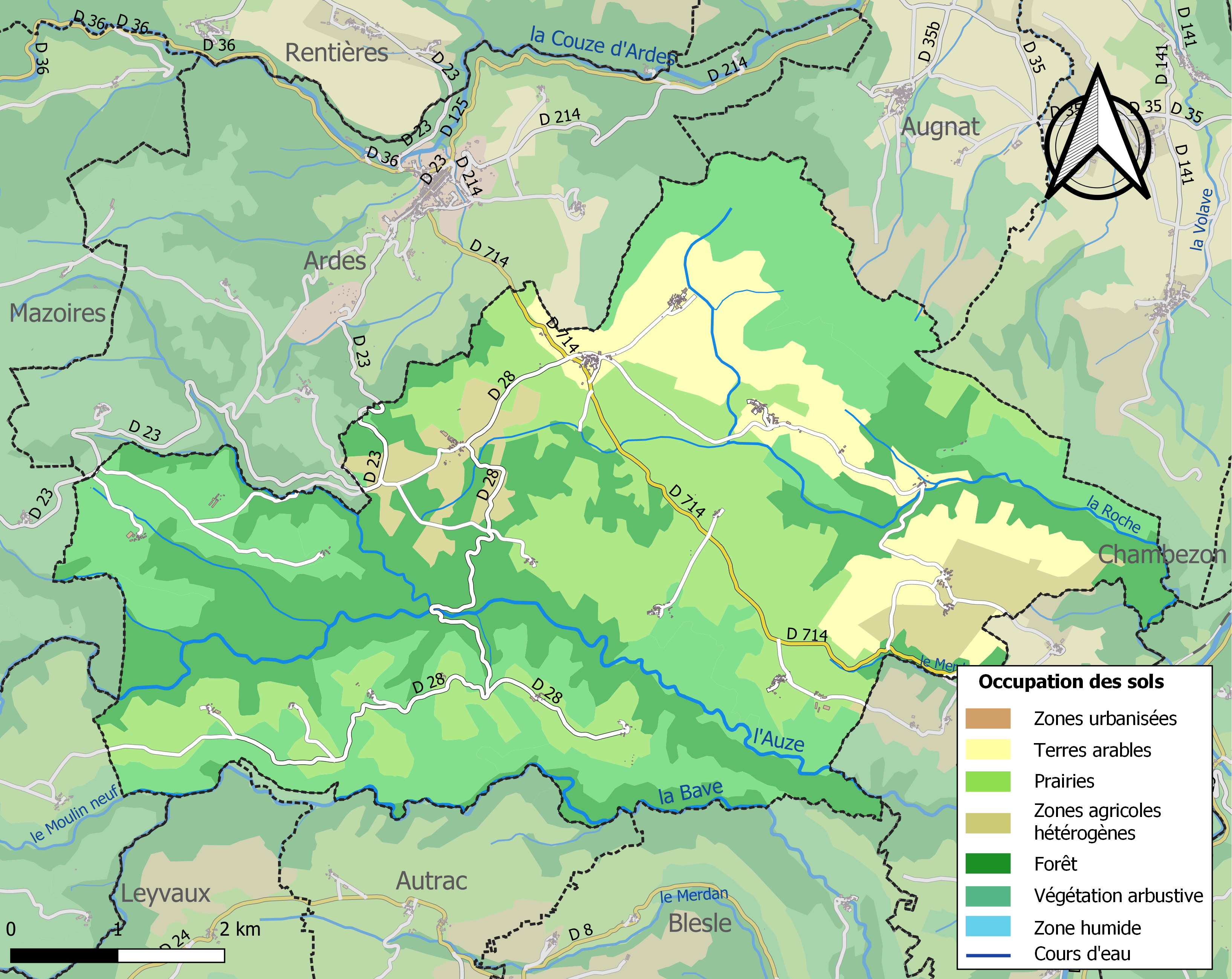
Carte des infrastructures et de l'occupation des sols de la commune en 2018 (CLC).

## Toponymie
D'après Albert Dauzat et Charles Rostaing, ce toponyme provient du nom d'homme latin Appius, et du suffixe -acum, via Atciac, Atchiac (sans dates) ; voir également Apchon (avec le suffixe -onem) et Apcher (avec le suffixe -arium).

## Politique et administration
| Période                                  | Période                   | Identité               | Étiquette      | Qualité                |
| ---------------------------------------- | ------------------------- | ---------------------- | -------------- | ---------------------- |
| Les données manquantes sont à compléter. |                           |                        |                |                        |
| mars 1971                                | juin 1995                 | Denis Chabrillat       | DVD            |                        |
| juin 1995                                | mars 2008                 | Gérard Knap            | Sans Etiquette | Vétérinaire            |
| mars 2008                                | décembre 2012             | Jean-Michel Chabrillat | DVD            | Retraité               |
| janvier 2013                             | En cours (au 2 août 2020) | Patrick Pélissier      | Sans Etiquette | Agriculteur - Retraité |

## Population et société

### Démographie
Les habitants sont nommés les Apchatois et les Apchatoises.
L'évolution du nombre d'habitants est connue à travers les recensements de la population effectués dans la commune depuis 1793. Pour les communes de moins de 10 000 habitants, une enquête de recensement portant sur toute la population est réalisée tous les cinq ans, les populations de référence des années intermédiaires étant quant à elles estimées par interpolation ou extrapolation. Pour la commune, le premier recensement exhaustif entrant dans le cadre du nouveau dispositif a été réalisé en 2008.

En 2022, la commune comptait 159 habitants, en évolution de −4,22 % par rapport à 2016 (Puy-de-Dôme : +2,1 %, France hors Mayotte : +2,11 %).
| 1793  | 1800  | 1806 | 1821  | 1831  | 1836  | 1841  | 1846 | 1851 |
| ----- | ----- | ---- | ----- | ----- | ----- | ----- | ---- | ---- |
| 1 117 | 1 374 | 979  | 1 119 | 1 179 | 1 103 | 1 035 | 990  | 888  |

| 1856 | 1861 | 1866 | 1872 | 1876 | 1881 | 1886 | 1891 | 1896 |
| ---- | ---- | ---- | ---- | ---- | ---- | ---- | ---- | ---- |
| 859  | 717  | 741  | 700  | 670  | 650  | 682  | 713  | 663  |

| 1901 | 1906 | 1911 | 1921 | 1926 | 1931 | 1936 | 1946 | 1954 |
| ---- | ---- | ---- | ---- | ---- | ---- | ---- | ---- | ---- |
| 661  | 638  | 596  | 531  | 527  | 447  | 420  | 390  | 359  |

| 1962 | 1968 | 1975 | 1982 | 1990 | 1999 | 2006 | 2008 | 2013 |
| ---- | ---- | ---- | ---- | ---- | ---- | ---- | ---- | ---- |
| 307  | 263  | 231  | 242  | 218  | 207  | 195  | 192  | 170  |

| 2018 | 2022 | - | - | - | - | - | - | - |
| ---- | ---- | - | - | - | - | - | - | - |
| 166  | 159  | - | - | - | - | - | - | - |

## Culture locale et patrimoine

### Lieux et monuments

#### Perpezat, commune d'Apchat.
Château du XVIIIe siècle.

#### Dans le bourg
- Manoir, château du XVe siècle (donjon) et porche du XVIIIe siècle.

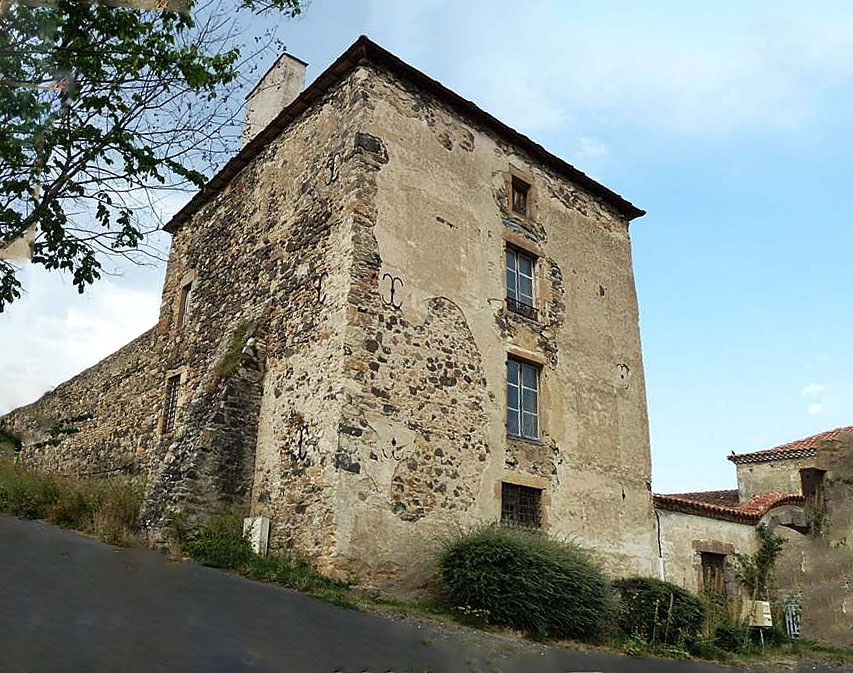
Manoir d'Apchat

- Église Saint-Médard (XVe et XVIe siècles) dans laquelle on retrouve des peintures murales du XVe siècle représentant le baptême du Christ, la crucifixion, la dépose de croix et un évêque[20].

### Personnalités liées à la commune
Comtesse d'Ornano née Andrette Rougier le 7 février 1897 à Perpezat, épouse du comte Jean Baptiste d'Ornano.